# Сухонський
Сухо́нський (рос. Сухонский) — селище у складі Великоустюзького району Вологодської області, Росія. Входить до складу Опоцького сільського поселення.

## Населення
Населення — 46 осіб (2010; 172 у 2002).
Національний склад (станом на 2002 рік):
- росіяни — 96 %